# Gerlachowskie Spady

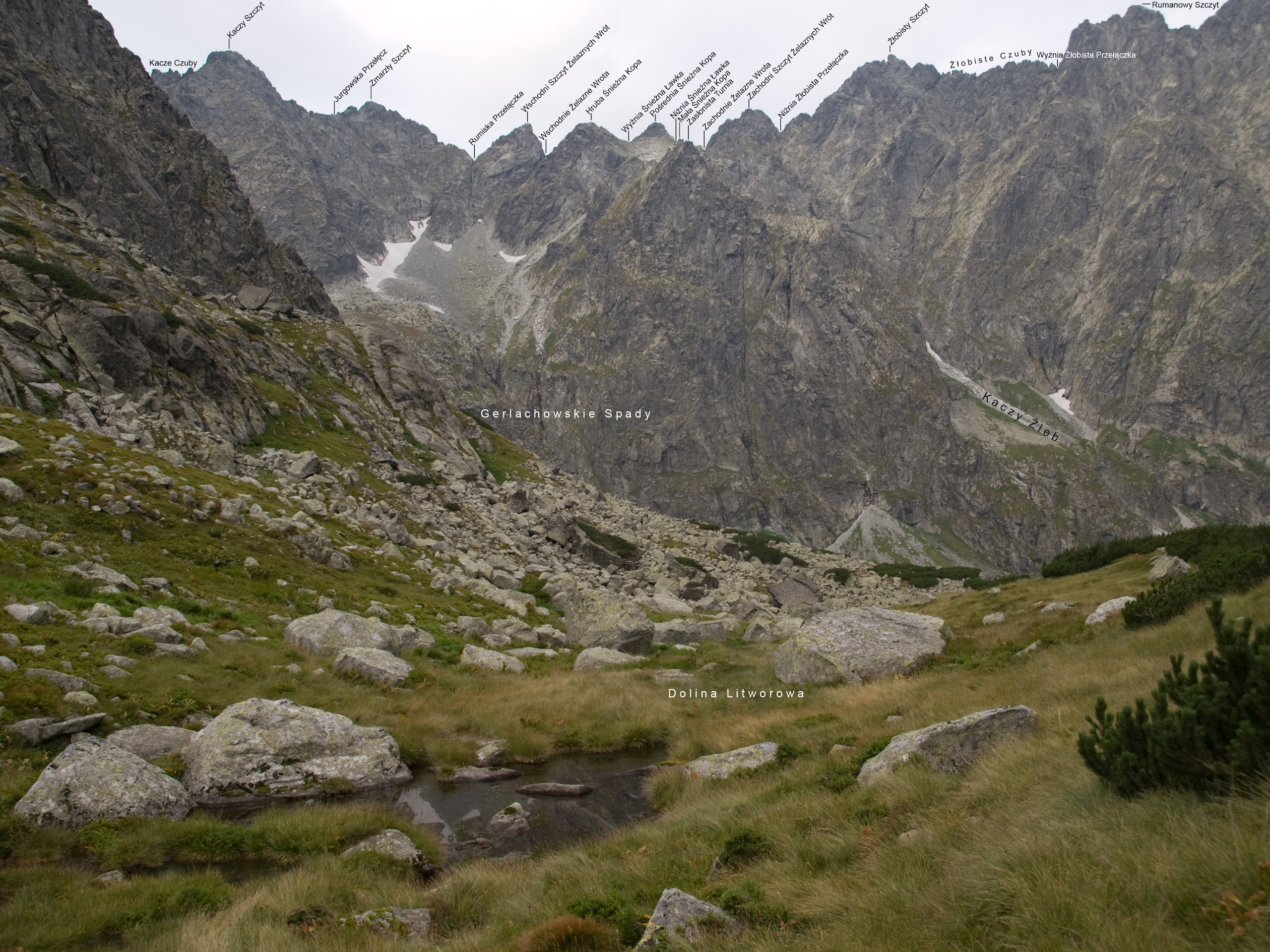
Gerlachowskie Spady w centralnej części zdjęcia

Gerlachowskie Spady, dawniej Gierlachowskie Spady – wschodnia, niższa i mniej stroma część progu skalnego o wysokości około dwustu metrów, który rozdziela piętra Doliny Kaczej. Zlewają się z północno-zachodnimi stokami Litworowego Szczytu. Miejsce niebezpieczne, najtrudniejsze na normalnej drodze północnej na Wschodnie Żelazne Wrota, wymagania wspinaczkowe i orientacyjne znaczne z turystycznego punktu widzenia, brak wytyczonego szlaku (według przepisów TANAP-u przejście legalne wyłącznie z uprawnionym przewodnikiem). Niekiedy Gerlachowskie Spady są przedstawiane jako arena inicjacji taternickiej. Kazimierz Przerwa-Tetmajer opisał je w opowiadaniu Orlice.